# Djakonowo (rejon mieżdurieczeński)
Djakonowo (ros. Дьяконово) – wieś w Rosji, w rejonie mieżdurieczeńskim obwodu wołogodzkiego. W 2010 r. liczyła 7 mieszkańców.